# Наполеоне делла Торре
Наполеоне делла Торре (итал. Napoleone della Torre) (уменьшительно Напо Торриани; умер 16 августа 1278 года в Комо) — итальянский кондотьер, синьор Милана в 1265—1277 годах. Принадлежал к синьориальному роду Делла Торре, сын миланского синьора Пагано I делла Торре.
Дата рождения Наполеоне делла Торре достоверно неизвестна, первые сведения о нём относятся к 1260 году, когда Напо занял должность подесты Пьяченцы (согласно теории историка Помпео Литта, Наполеоне делла Торре в 1235 году был подестой Бергамо).
Вступив в борьбу с архиепископом Милана Оттоне Висконти, получил поддержку от германского короля Рудольфа Габсбурга, назначившего его в 1274 году своим викарием в Ломбардии. Но, не получив от Рудольфа обещанной военной поддержки, 20-21 января 1277 года потерпел поражение от миланских гибеллинов в битве при Дезио, попав в плен вместе с сыном Коррадо и племянником Гвидо. Умер в заключении в замке Бараделло в Комо. 